# أوليفييه جان ماري
أوليفييه جان ماري (بالفرنسية: Olivier Jean-Marie)‏ هو رسام رسوم متحركة ومخرج فرنسي، ولد في 25 أبريل 1960 في فرنسا.

## وصلات خارجية
- أوليفييه جان ماري على موقع IMDb (الإنجليزية)
- أوليفييه جان ماري على موقع ألو سيني (الفرنسية)
- أوليفييه جان ماري على موقع قاعدة بيانات الفيلم (الإنجليزية)